# Louis de Soissons
Louis Emanuel Jean Guy de Savoie-Carignan de Soissons (Montréal, 31 luglio 1890 – Londra, 23 settembre 1962) è stato un architetto e urbanista britannico.

## Biografia
Nato in Canada, si trasferì da bambino in Inghilterra, a Londra. Studente presso la École des Beaux-Arts a Parigi, lavorò successivamente per un breve periodo presso lo studio di Edwin Lutyens.

## Attività
Fu progettista negli anni venti di Welwyn Garden City, la seconda città-giardino realizzata in Gran Bretagna secondo le teorie di Ebenezer Howard.
Nel dopoguerra, fu l'architetto nominato dalla Commonwealth War Graves Commission responsabile per l'edificazione dei cimiteri di guerra dei soldati appartenenti ai paesi del Commonwealth caduti in Italia e Grecia, durante la seconda guerra mondiale. In questi paesi furono 46 i cimiteri militari realizzati su suo progetto.
In Italia sono, tra gli altri:
- Agira Canadian War Cemetery, ad Agira[4]
- Ancona War Cemetery, ad Ancona
- Anzio Beach Head War Cemetery, ad Anzio (RM)
- Anzio War Cemetery, ad Anzio (RM)
- Argenta Gap War Cemetery, ad Argenta (FE)
- Assisi War Cemetery, ad Assisi (PG)
- Bari War Cemetery (Carbonara di Bari)
- Bolsena War Cemetery, a Montefiascone (VT)
- Caserta War Cemetery, a Caserta[5]
- Cassino War Cemetery, a Cassino
- Castiglione South Africa Cemetery, a Castiglione dei Pepoli (BO)
- Catania War Cemetery, a Catania
- Cesena War Cemetery, a Cesena (FC)
- Coriano Ridge War Cemetery, a Coriano (RN)
- Faenza War Cemetery, a Faenza (RA)
- Forlì War Cemetery, a Forlì
- Forlì Indian Army War Cemetery, a Forlì
- Florence War Cemetery, a San Jacopo Al Girone presso Fiesole (FI)
- Foiano della Chiana War Cemetery, a Foiano della Chiana (AR)
- Gradara War Cemetery, tra Gradara (PU) e Pesaro
- Minturno War Cemetery, a Marina di Minturno (LT)
- Montecchio War Cemetery, a Montecchio di Vallefoglia (PU)
- Moro River Canadian War Cemetery, a Ortona
- Orvieto War Cementery, a Orvieto
- Padova War Cementery, a Padova[6]
- Rome War Cemetery, a Roma
- Salerno War Cemetery, a Montecorvino Pugliano
- Sangro River War Cemetery, a Torino di Sangro
- Staglieno Cemetery, a Genova
- Syracuse War Cementery, a Siracusa
- Udine War Cemetery, a Udine
- Villanova Canadian War Cemetery, a Bagnacavallo (RA)[4]